# Ravia
Ravia é uma cidade  localizada no estado norte-americano de Oklahoma, no Condado de Johnston.

## Demografia
Segundo o censo norte-americano de 2000, a sua população era de 459 habitantes.
Em 2006, foi estimada uma população de 445, um decréscimo de 14 (-3.1%).

## Geografia
De acordo com o United States Census Bureau tem uma área de
1,5 km², dos quais 1,5 km² cobertos por terra e 0,0 km² cobertos por água. Ravia localiza-se a aproximadamente 233 m acima do nível do mar.

## Localidades na vizinhança
O diagrama seguinte representa as localidades num raio de 20 km ao redor de Ravia.